# Bruno Longo
Bruno Longo Vaschetto (Massa Superiore, 16 ottobre 1912 – ...) è stato un calciatore italiano, di ruolo difensore.

## Caratteristiche tecniche
Giocava come terzino destro.

## Carriera
Cresciuto nel Dopolavoro FRAGD, gruppo sportivo dopolavoristico della "Fabbriche Riunite Amido Glucosio Destrina" di Castelmassa, è poi passato alla SPAL di Ferrara in Serie B dove ha disputato tre stagioni cadette con quarantotto presenze. In Serie B ha esordito il 10 settembre 1933 nella partita Spal-Pistoiese (4-0). Nel maggio 1936 viene squalificato fino al 31 luglio 1937, insieme al compagno di squadra Renato Pasquinucci, per aver tentato di aggredire l'arbitro dopo la partita contro il Verona, e nel 1937 viene posto in lista di trasferimento. Tra il 1938 e il 1941 milita nel Rovigo, in Serie C.